# ビル・ハークルロード
ビル・ハークルロード（Bill Harkleroad、1949年1月6日 - ）は、アメリカ合衆国のロック・ミュージシャン。キャプテン・ビーフハートことドン・ヴァン・ヴリートが率いたキャプテン・ビーフハート・アンド・ザ・マジック・バンドのギタリストだった。

## 略歴
ハークルロードは1949年1月6日、カリフォルニア州ロングビーチで生まれ、ホーソーンで育った。1962年、13歳の時にドラムスを叩き始め、やがてギターを弾くようになった。1964年、ブルースを演奏するBC・アンド・ザ・ケイヴマンというバンドに加入。メンバーには、後にキャプテン・ビーフハート・アンド・ヒズ・マジック・バンドの初期メンバーになったP. G. ブレイクリー（ドラムス）と、キャプテン・ビーフハート・アンド・ヒズ・マジック・バンドでハークルロードの同僚になったマーク・ボストン（ベース・ギター）がいた。
1968年、オリジナル・ギタリストのアレックス・セント・クレアの後任として、キャプテン・ビーフハート・アンド・ヒズ・マジック・バンドに加入。ヴァン・ヴリートの方針に従って、ヴァン・ヴリートが彼につけたズート・ホーン・ロロ（Zoot Horn Rollo）のステージ名で活動した。
1974年にキャプテン・ビーフハート・アンド・ザ・マジック・バンドを脱退。同時に脱退したボストンらとマラードを結成して、ジェスロ・タルの支援を受けて制作したデビュー・アルバムMallard（1975年）発表。
2000年、アント‐ビーことビリー・ジェイムスと共著で自伝"Lunar Notes: Zoot Horn Rollo's Captain Beefheart Experience"を上梓。ヘンリー・カイザーが序文を寄せた。
2001年、ソロ・アルバムWe Saw A Bozo Under The Seaを発表。

## ディスコグラフィ

### ビル・ハークルロード
- We Saw A Bozo Under The Sea[6]（2001年）

### キャプテン・ビーフハート・アンド・ザ・マジック・バンド

#### オリジナル・アルバム
- トラウト・マスク・レプリカ　Trout Mask Replica[注釈 4]（1969年）
- リック・マイ・デカルズ・オフ、ベイビー　Lick My Decals Off, Baby（1970年）
- ザ・スポットライト・キッド　The Spotlight Kid[注釈 5]（1972年）
- クリア・スポット　Clear Spot（1973年）
- アンコンディショナリー・ギャランティード　Unconditionally Guaranteed（1974年）

#### 編集アルバム
- グロウ・フィンズ:レアリティーズ 1965–1982　Grow Fins: Rarities 1965–1982[注釈 4]（1999年）
- ザ・ダスト・ブロウズ・フォワード(アン・アンソロジー)　The Dust Blows Forward (An Anthology)（1999年）
- サン・ズーム・スパーク:1970・トゥ・1972　Sun Zoom Spark: 1970 To 1972（2014年）

### マラード
- Mallard（1975年）
- In a Different Climate[7]（1976年）

## 著書
- Harkleroad, Bill; James, Billy (2000). Lunar Notes: Zoot Horn Rollo's Captain Beefheart Experience. London: Gonzo Multimedia Publishing. ISBN 978-1-908728-34-0
  - ズート・ホーン・ロロ（ビル・ハークルロード）; ビリー・ジェイムス (1999). ルナー・ノーツ／キャプテン・ビーフハート. 小山景子（訳）. 水声社. ISBN 978-4891764050